# Ectropothecium turgidum
Ectropothecium turgidum är en bladmossart som beskrevs av Hugh Neville Dixon 1935. Ectropothecium turgidum ingår i släktet Ectropothecium och familjen Hypnaceae. Inga underarter finns listade i Catalogue of Life.